# Thủ công nghiệp Đại Việt thời Tây Sơn
Thủ công nghiệp Đại Việt thời Tây Sơn trong lịch sử Việt Nam phản ánh chính sách và kết quả hoạt động thủ công nghiệp nước Đại Việt từ năm 1778 đến năm 1802, trong phạm vi lãnh thổ nhà Tây Sơn quản lý.

## Thủ công nghiệp nhà nước
Trong những năm đầu, do hoàn cảnh chiến tranh, phải đối phó với các chính quyền khác và lãnh thổ còn bị chia cắt, nhà Tây Sơn chưa có nhiều chính sách và việc thực thi cụ thể đối với phát triển kinh tế nói chung và thủ công nghiệp nói riêng.
Nguyễn Huệ chủ trương phát triển ngành sản xuất thủ công nghiệp độc lập, tự chủ để tự phục vụ nhu cầu trong nước. Trong lần hội kiến với Nguyễn Thiếp năm 1788, ông bày tỏ ý nguyện các đồ khí dụng trong nước sẽ không cần phải mua của Trung Quốc. Do đó ông kêu gọi nhân dân nhanh chóng ổn định sản xuất.
Sử sách ghi lại không nhiều về thành tựu thủ công nghiệp thời Tây Sơn. Sau ngày đánh bại quân Thanh, Quang Trung chú trọng mở các xưởng đúc tiền, đúc vũ khí, đóng thuyền chiến, sản xuất những mặt hàng thiết yếu phục vụ nhu cầu của nhà nước. Những xưởng đóng thuyền chiến phục vụ chiến tranh thời Quang Trung đã đóng được thuyền lớn có thể chở được voi.

## Thủ công nghiệp nhân dân
Sản xuất thủ công nghiệp trong nhân dân được hồi phục khá nhanh, làm thay đổi bộ mặt xã hội. Làng gốm Bát Tràng tiếp tục là trung tâm sản xuất và tiêu thụ hàng gốm sứ, trở lại với nhịp độ tấp nập như trước.
Nhiều làng thủ công như nghề nuôi tằm, dệt vải, nung vôi, dệt gấm, làm giấy… cũng trở lại không khí sản xuất sau thời kỳ hoang tàn cuối thời Lê-Trịnh. Thăng Long không còn là kinh đô nhưng vẫn đóng vai trò trung tâm kinh tế.